# Danilo Astori
Pour les articles homonymes, voir Astori.
Danilo Ángel Astori Saragosa, né le 23 avril 1940 à Montevideo et mort le 10 novembre 2023 dans la même ville, est un homme d'État uruguayen. 
Il est vice-président de la république orientale de l'Uruguay de 2010 à 2015, puis ministre de l'Économie et des Finances de 2015 à 2020.

## Biographie
Ministre de l'Économie et des Finances du gouvernement de Tabaré Vázquez du 1er mars 2005 au 18 septembre 2008, Danilo Astori dirige l'Assemblée Uruguay (social-démocrate), composante du Front large. En février 2008, il dut comparaître devant le Tribunal de conduite politique (TCP) du Front large, questionné pour son rôle dans l'affaire Juan Carlos Bengoa, du nom de l'ex-directeur des casinos de Montevideo de 2000 à 2005 et nommé par le ministre Astori à la tête de la Direction générale des casinos, qui fut mis en examen et incarcéré en décembre 2007. Le refus antérieur du Front de connaître de l'affaire Bengoa avait conduit le président du TCP, le général retraité Víctor Licandro, à démissionner avec deux de ses collègues.
Battu lors des primaires au sein du Front large par José Mujica, il accepte le 12 juin 2009 de devenir son colistier en étant candidat à la vice-présidence. Élu lors du second tour des élections, le 29 novembre 2009, il prend ses fonctions de vice-président d'Uruguay le 1er mars 2010 et remplit son mandat de cinq ans jusqu'en 2015.
Il meurt le 10 novembre 2023 à l'âge de 83 ans, à Montevideo.